# Ћирилични Рампацетов буквар, из 1597. године
Зна се за два издања ћириличних буквара, коришћених у манастирским школама, у Црној Гори, а који су штампани у Венецији, 1597. године. Урађени су у штампарији Ђованија Рампацета (некадашња штампарија Вићенца Вуковића). Први буквар је имао двије стране, а други примјерак (издање) четири. Једини познати нам примјерак издања са двије стране, није сачуван: изгорио у Народној библиотеци Србије, у Београду, 1941. године. Друго издање Рампацетовог буквара, са четири стране, сачувано је у два примјерка. Малог је формата (10 x 7,8 цм). Поред азбуке, у буквару су одштампане и молитве.